# Тессенов, Генрих
Генрих Иоахим Хельмут Леонард Тессенов (нем. Heinrich Joachim Helmuth Leonhard Tessenow, 7 апреля 1876, Росток — 1 ноября 1950, Берлин) — немецкий архитектор, теоретик архитектуры и градостроительства, один из основателей функционализмa в западноевропейской архитектуре.

## Биография
Генрих Тессенов родился в Ростоке, был старшим в семье плотника Иоганна (Бернхарда Карла) Тессенова (1850—1927) и Луизы (Марии Фридерики Вильгельмины), урождённой Восс (1854—1931). После окончания средней школы работал в столярной мастерской отца. Учился в Строительной школе в Мекленбурге, с 1897 года в Техническом институте в Лейпциге. В 1901—1902 годах — в Высшей технической школе (Technischen Hochschule) в Мюнхене под руководством архитекторов Карла Хохедера, Мартина Дюльфера и Фридриха фон Тирша. Затем последовало обучение в Немецких мастерских Хеллерау (Deutsche Werkstätten Hellerau), Трирской торговой школе и в Венской школе художественных ремёсел (Wiener Kunstgewerbeschule).
После завершения учёбы Тессенов сначала работал преподавателем в нескольких строительных школах. В это время, работая в строительной школе в Люхове, 27 декабря 1903 года он женился на Элли Матильде Шарлотте Шюльке. В то время он уже опубликовал статью о селении Рундлингсдорфер в Вендланде (Нижняя Саксония). С 1909 по 1911 год он работал ассистентом Мартина Дюльфера в Техническом университете Дрездена. Затем последовали преподавательские должности в Немецких мастерских в Хеллерау, Трирской торговой школе, Венской школе художественных ремёсел (1913—1919) и в Высшей школе изобразительных искусств в Дрездене (1920—1926).
В 1920—1934 годах Генрих Тессенов был членом правления Дрезденской ассоциации художников, профессором в Техническом университете в Берлине-Шарлоттенбурге, пока не был уволен нацистской администрацией из-за дружбы с философом, евреем Эрнстом Кассирером, несмотря на то, что его архитектурная деятельность одобрялась национал-социалистами. До этого ассистентом Тессенова был Альберт Шпеер, будущий главный архитектор Третьего Рейха.
Генрих Тессенов входил в Союз немецких архитекторов (Bund Deutscher Architekten), был членом Немецкого Веркбунда (Deutscher Werkbund). В 1926—1941 годах работал в Берлине. Во время Второй мировой войны он жил в своём загородном доме. После войны возобновил преподавание в Берлинском техническом университете и даже был избран ректором университета.
С 1945 по 1947 год Тессенов разрабатывал планы реконструкции Мекленбурга и Нойбранденбурга. Некоторые из его планировочных концепций считаются основополагающими для последующих градостроительных идей.
Тессенов скончался 1 ноября 1950 года в Берлине, похоронен в почётной могиле на «лесном» кладбище района Далем.

## Творчество
Подобно другим немецким архитекторам своего поколения: Бруно Тауту, Рихарду Римершмиду, Герману Мутезиусу, Тессенов искал в архитектуре простые и ясные конструктивные и композиционные решения. Несмотря на новаторство таких решений, творчество Тессенова не порывало с классической традицией.

 «Тессенов был одним из тех мастеров, которые развивали линию необидермайера в немецкой архитектуре начала XX века. Его архитектура — это крайне аскетический, упрощённый до схемы классицизм. Эстетика такой архитектуры была чрезвычайно близка возникшей вскоре эстетике функционализма. Однако Тессенову был совершенно чужд техницизм первых направлений „современной архитектуры“… Основные ориентиры, которых по мнению Тессенова следует придерживаться архитектору, являются традиционные добродетели немецкой буржуазии: старание, серьёзность, настойчивость, любовь к порядку, чистоте. С ними он связывает высокое качество ремесленной работы. Именно ремесло, согласно Тессенову, лежит в основе архитектурного творчества, а техника лишь дополняет его. Трактуя в духе Морриса правдивость формы продуктов ремесла, он выступает против чрезмерной их индивидуализации. С этим связана его критика построения архитектурной композиции „изнутри наружу“. Архитектурная форма, по мнению Тессенова, должна быть в достаточной мере унифицирована, чтобы ощущение многообразия не превратилось в ощущение хаоса: „Мы должны ощущать подобие, чтобы увидеть различие“. Эта унификация основана на традиционном порядке, вытекающем из характера ремесленного труда». 
Недаром «принципы унификации», выдвинутые Тессеновым, послужили в дальнейшем успеху планам типового строительства, прежде всего в Германии. В своих теоретических выкладках Тессенов рассматривает в качестве основополагающих принципы симметрии, регулярности, ясности и «чистоты форм».
Тессенов, среди прочего, спроектировал для «Немецких мастерских» в Хеллерау (Deutsche Werkstätten Hellerau) — настенные часы с квадратным циферблатом, маятниковой массой в форме круглого диска и цилиндрическими гирями. В то же время он приблизился к рационализму и оказал влияние на Ле Корбюзье и Бруно Таутa. В 1927 году Бруно Таут даже назвал Тессенова «пионером реформы жилого строительства». Влияние Тессенова можно также увидеть в постройках Таута в реформистском поселении в Магдебурге.
Его особой заслугой было практическое реформирование жилищного строительства. Его наследие включает проекты городов-садов, жилых зданий и школ, главным образом для Берлина. Для Тессенова было важно рационально разместить жилые и вспомогательные постройки в границах небольшого озеленённого города, каковыми в настоящее время и являются многие пригороды Берлина. В 1910 году он спроектировал «Дом Волка» (Haus zum Wolf) в городе-саде Хопфенгартен (Gartenstadt Hopfengarten) в Магдебурге для историка искусства Пауля Фердинанда Шмидта. С 1910 по 1912 год он построил учебное заведение Жака-Далькроза (позднее известное как Дом фестивалей: Festspielhaus Hellerau) в Дрездене, а в 1920-е годы — здание Саксонской государственной школы в Клодце (Дрезден, 1925—1927). В 1926 году был реализован его проект железнодорожного моста через Эльбу в Майсене.
Как педагог и автор многих публикаций повлиял на творчество целого поколения архитекторов и градостроителей европейского конструктивизмa и функционализмa. В своих проектах Тессенов стремился сочетать классические элементы с традициями национальной немецкой архитектуры, создавая «современный немецкий стиль».

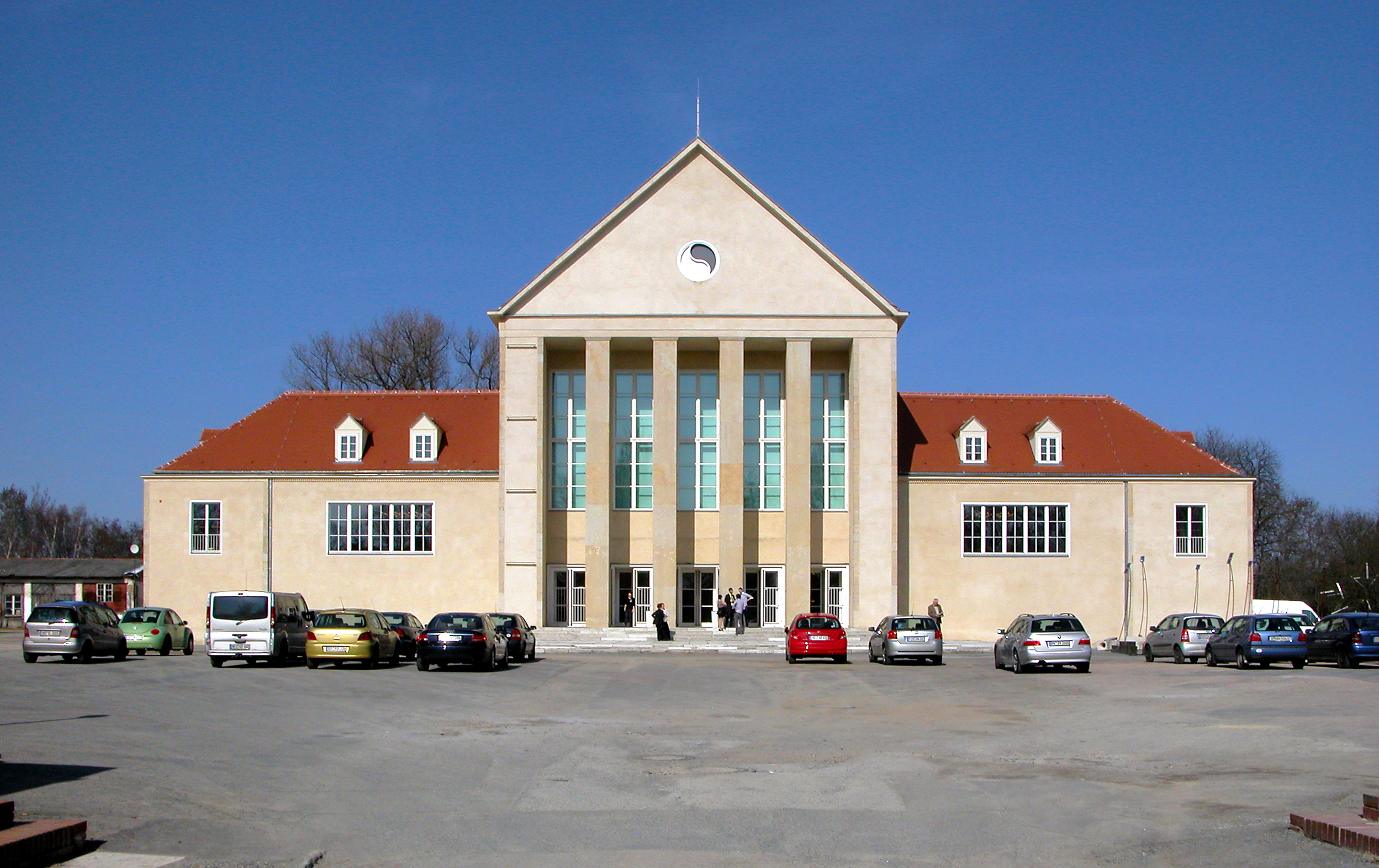
Дом фестивалей в Хеллерау, Дрезден. 1910—1912
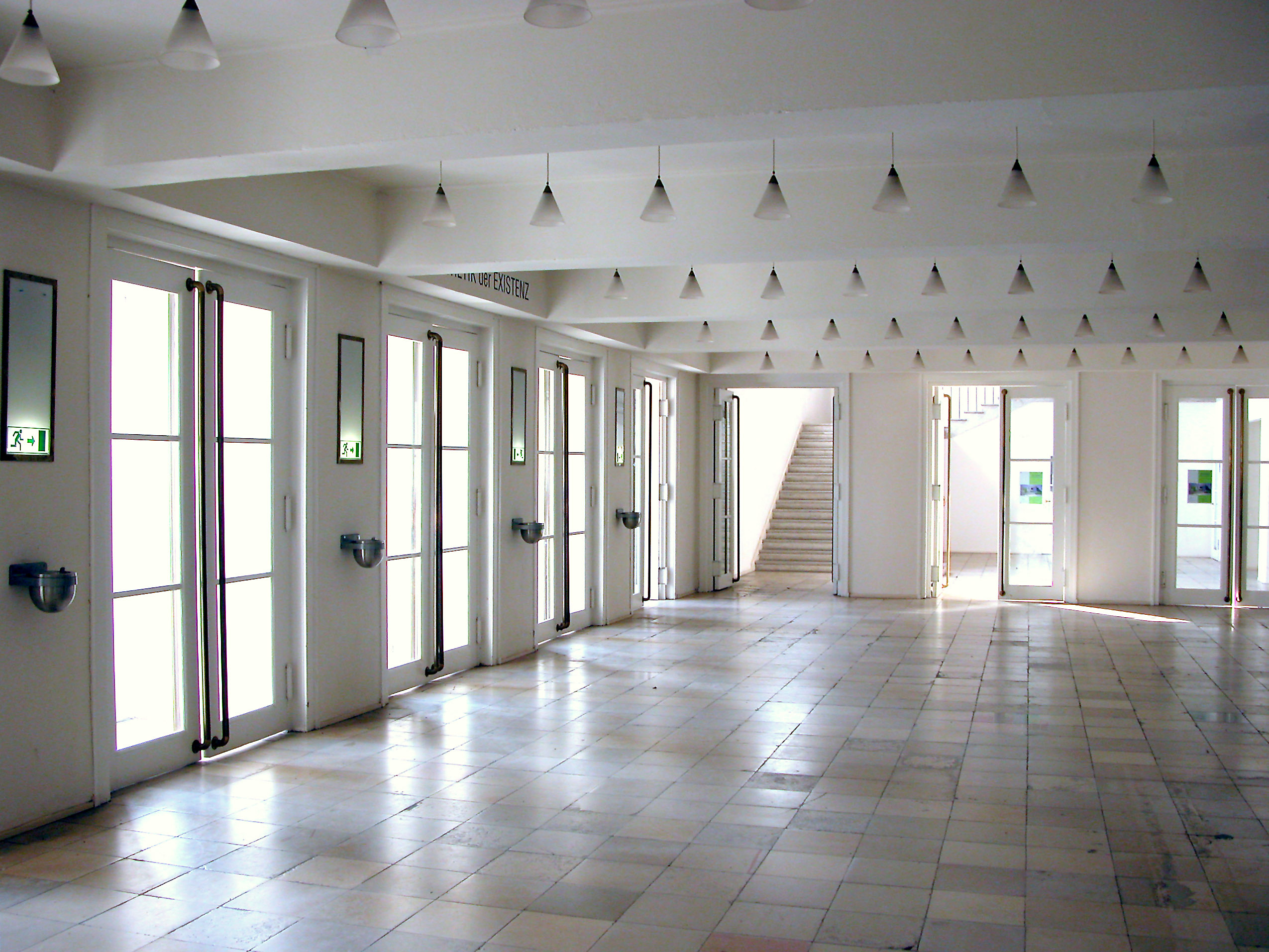
Вестибюль Дома фестивалей
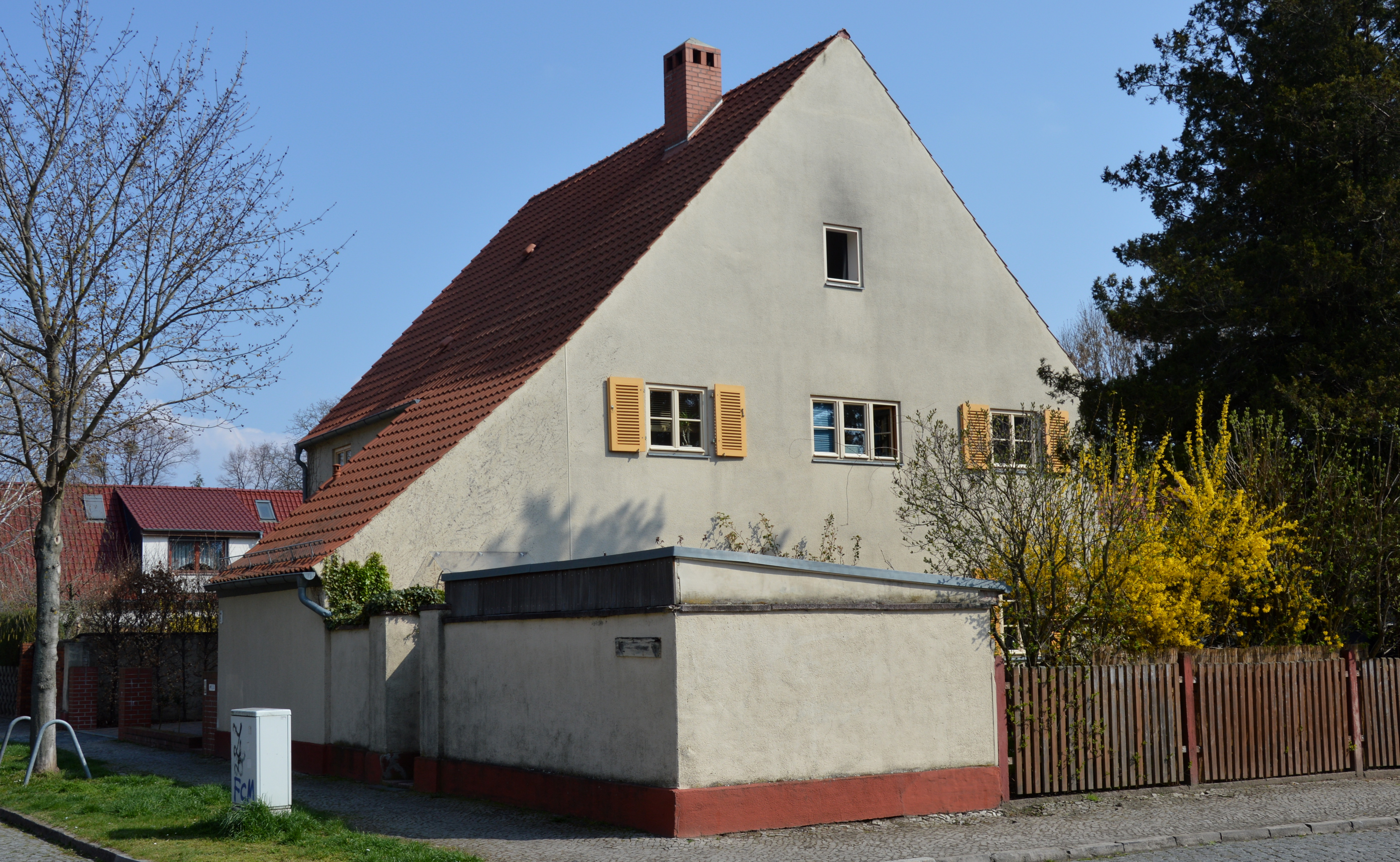
«Дом волка». 1910. Хопфенгартен. Магдебург
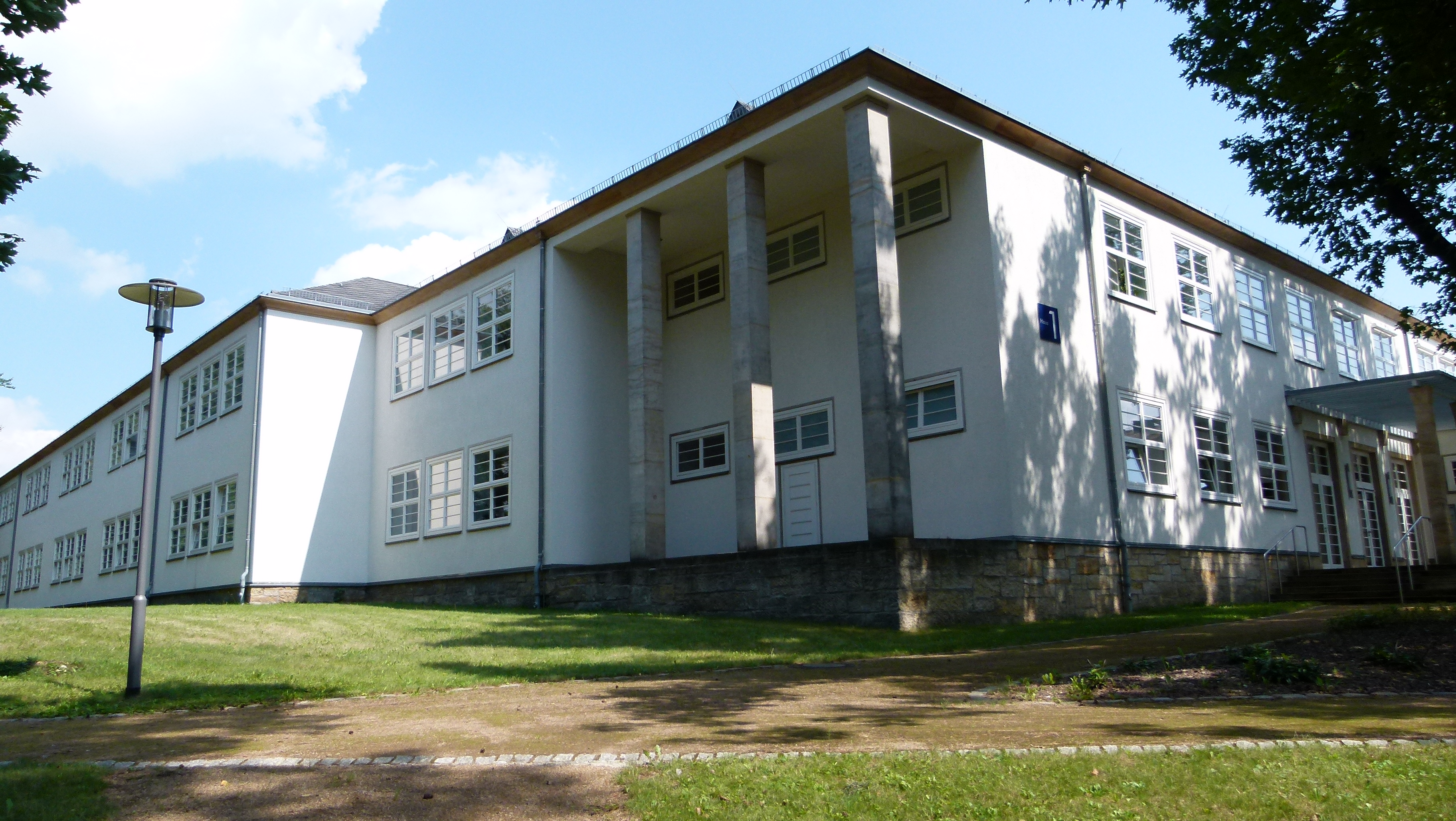
Саксонская земельная школа. 1910-е. Дрезден
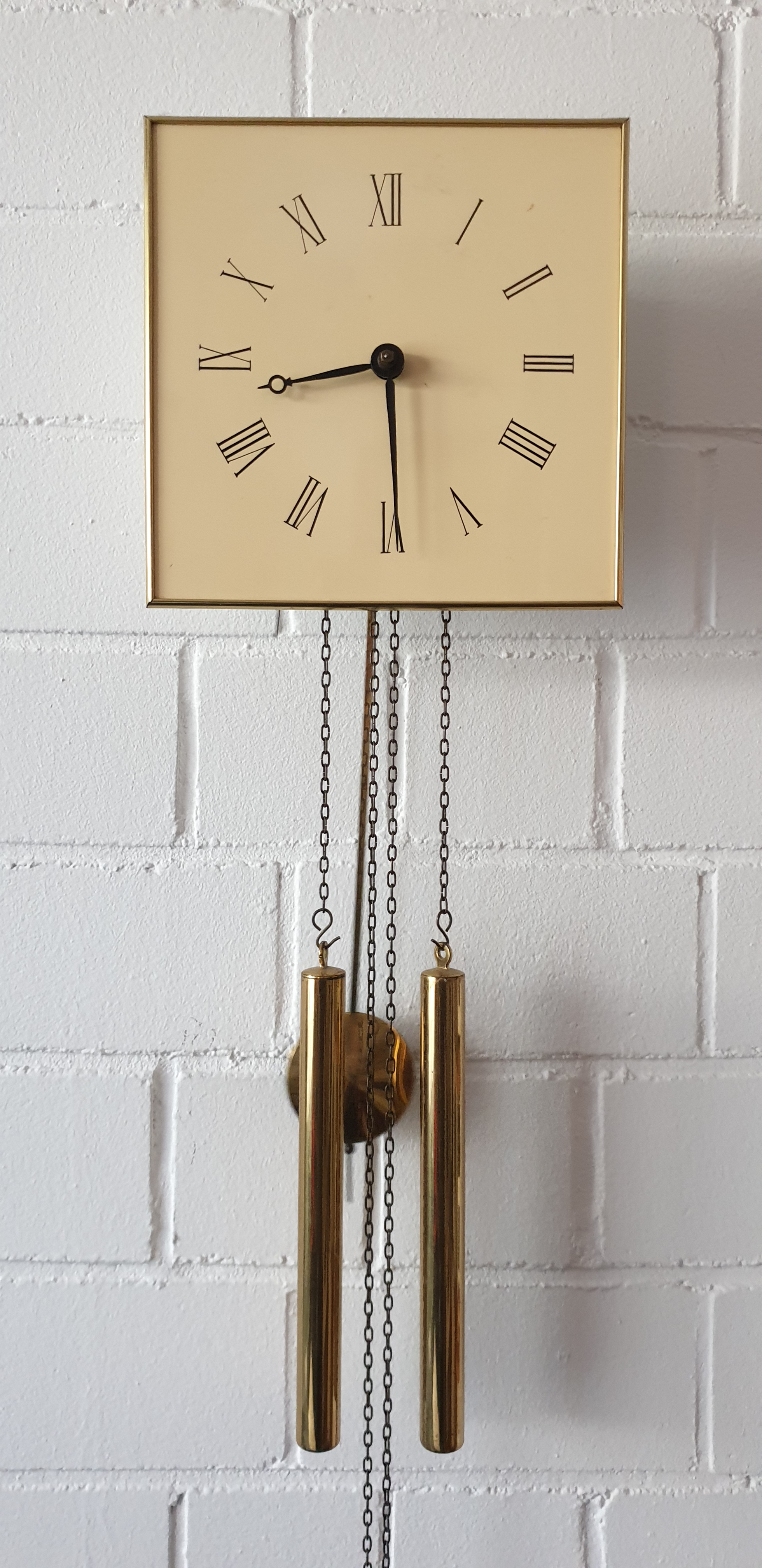
Настенные часы. 1910
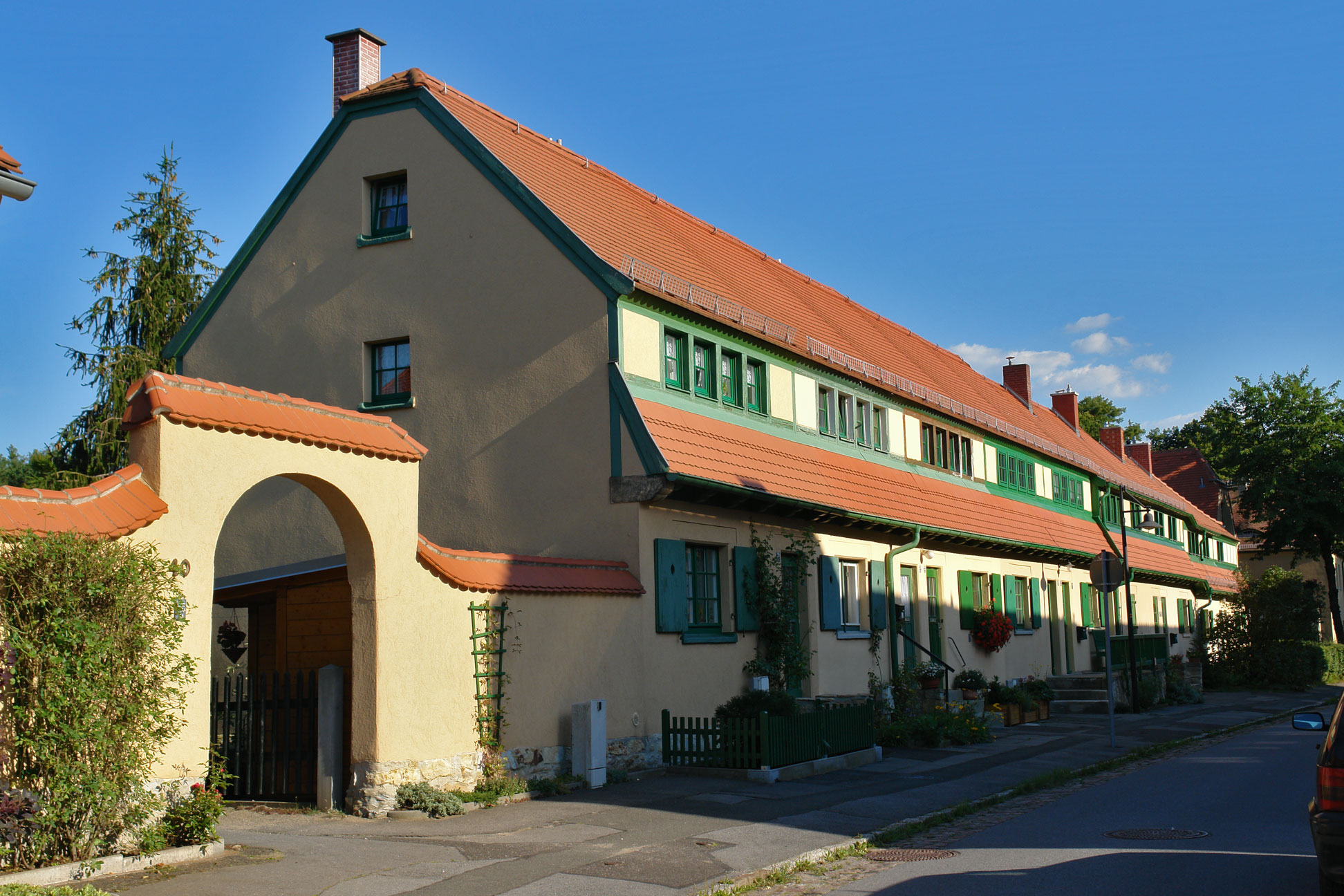
Типовой жилой дом в Хеллерау
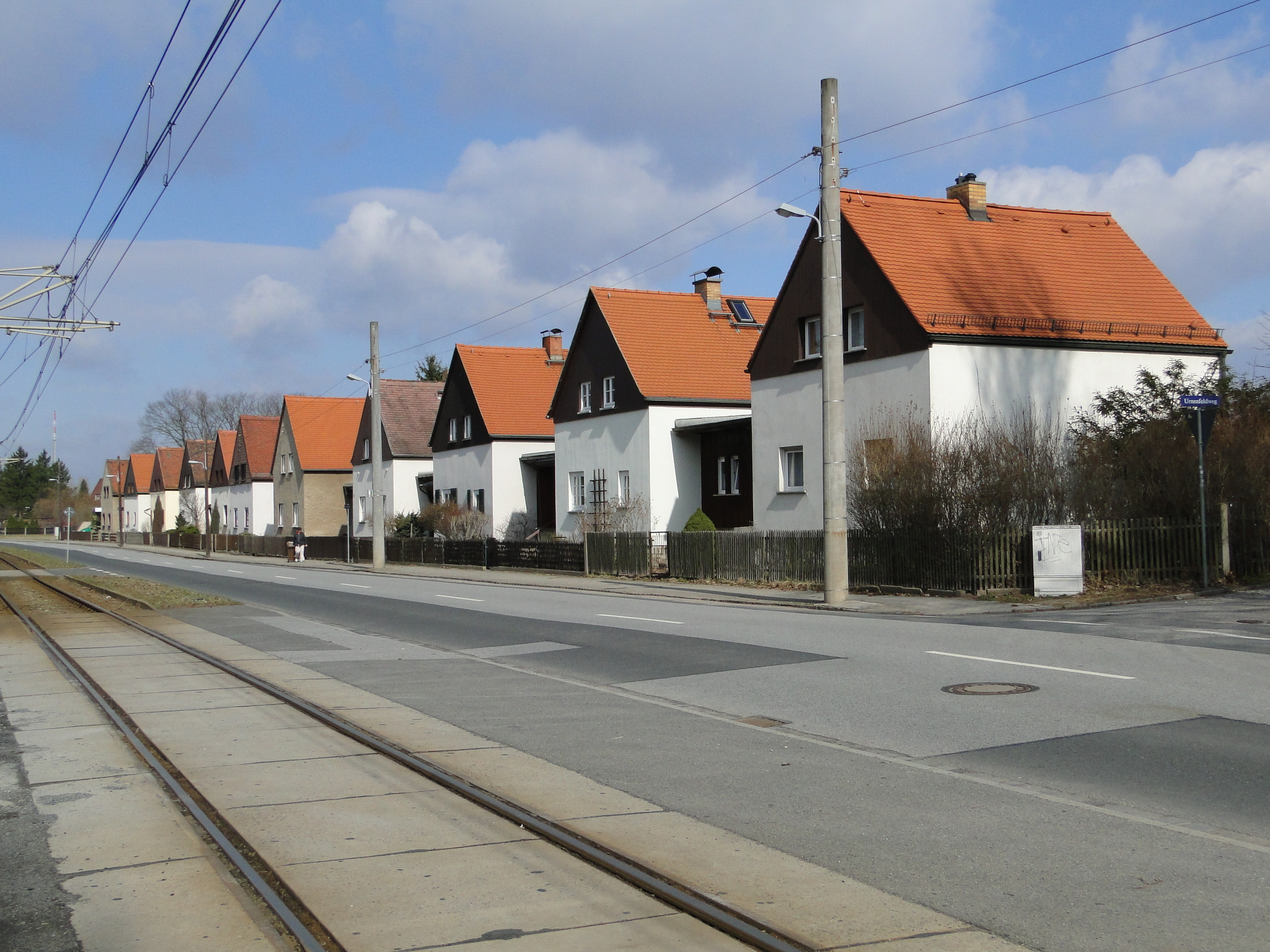
Улица Моритцбургер. Дрезден-Хеллерау
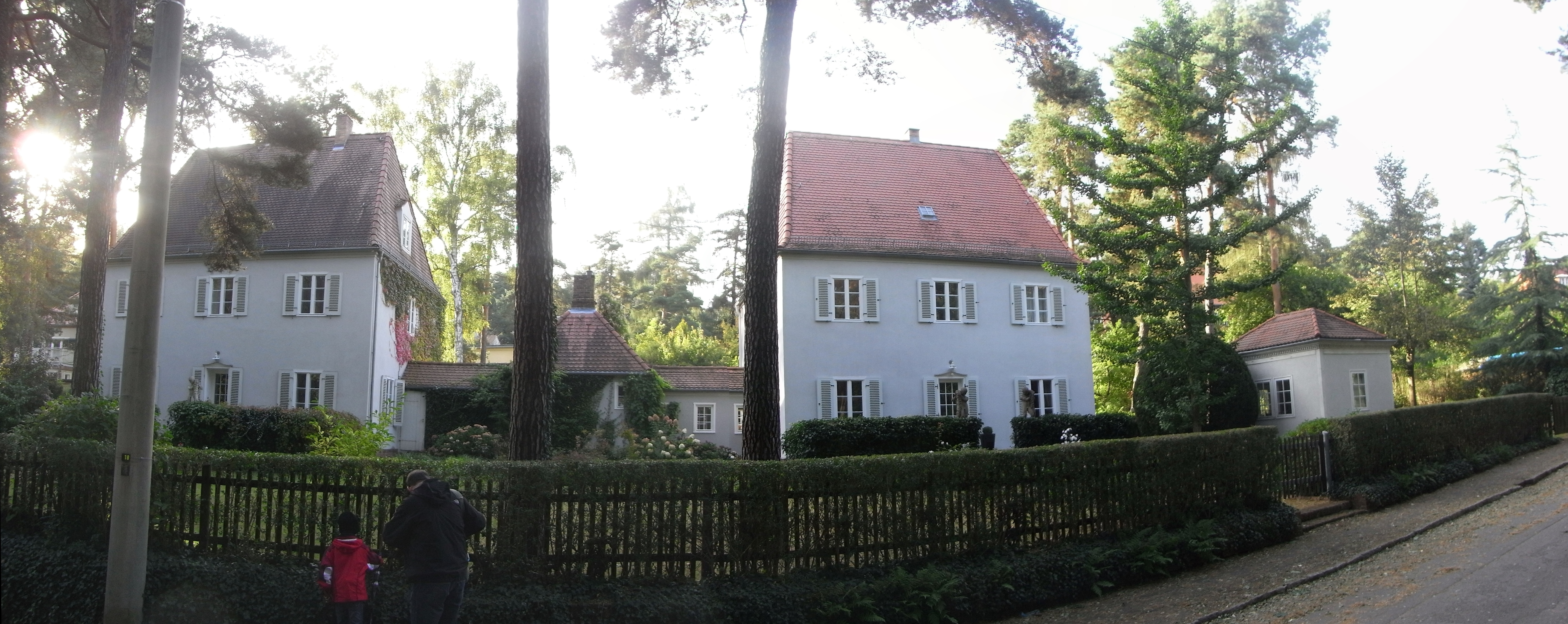
Парные дома в Хеллерау